# Hărpășești, Iași
Hărpășești este un sat în comuna Popești din județul Iași, Moldova, România.

## Geografie
Satul Hărpășești se află în Podișul Moldovei, la contactul acestuia cu Podișul Bârladului. El se învecinează la nord cu satul Scobâlțeni (care aparține de orașul Podu Iloaiei), la est cu satul Chilișoaia (din comuna Dumești), la sud cu cătunul Pădureni și la vest cu satul Doroșcani (ultimele două sate aparțin de comuna Popești).
Relieful este vălurat cu dealuri sub formă de platouri joase cu înălțimi care se situează între 115 și 178 metri, remarcându-se toate formele specifice podișului: creastă, mamelon, movilă, colină, șes, viroagă. În partea de sud a satului, la câțiva kilometri, se află Dealul Mare cu înălțimi de 368 metri. Din partea sudică se propagă către nord o mică rețea de izvoare care se unesc într-un pârâu - bogat în apă în timpul ploilor, dar care seacă uneori în lipsa lor – numit de localnici Negruțu, în hărți find numit Săuzeni.

## Situație administrativă
Din punct de vedere administrativ, satul Hărpășești aparține împreună cu satele Doroșcani, Popești, Obrijeni, Vama și Pădureni de comuna Popești. 

## Istorie

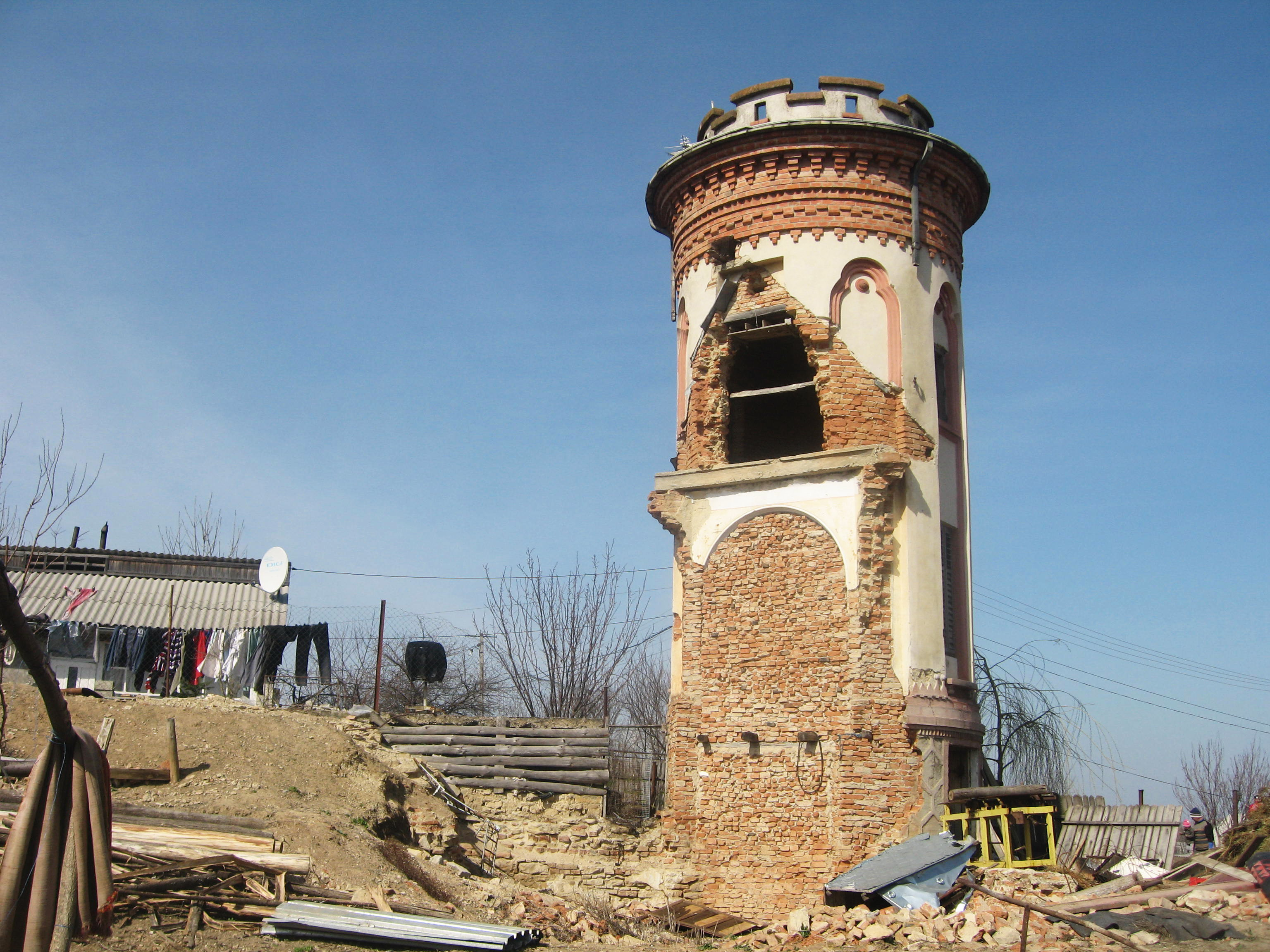
Ruinele fostului conac Mavrocordat din Hărpășești: un turn şi câteva beciuri

Prima atestare documentară a satului este într-un uric a lui Ștefan cel Mare din 12 ianuarie 1488, unde este menționat satul Arpășești aflat lângă Todirești, sat dispărut în prezent. La 28 martie 1560 se menționează într-un document al domnitorului Alexandru Lăpușneanu că “se mai adaugă a patra parte din satul Todirești, cumpărat de Petru de la Arpășești dată lui Dragu fost comis”. La 3 iulie 1626 într-un document se arată că se vinde o parte a moșiei de către moștenitorii Lupului și Nastei, Neniului care era pârcălabul Ținutului Cârligătura. La 22 martie 1633, Eremia, fiul lui Onciul, vinde partea sa din satul Arpășești lui Iordache diacul, iar Alexandru Iliaș voievod întărește lui Iordache fost vornic părți de moșie din satul Arpășești, Ținutul Cârligătura, cumpărate de la Eremia, fiul lui Onciul și de la Anghelina, fiica Micăi.
La 1830 se găsește o listă a capitației din satele Cosițeni, Popești, Doroșcani, Sinești și Hărpășești. De aici încolo se folosește numele actual al satului – Hărpășești. La 9 octombrie 1842, paharniceasa Margarita Cuza adeverește că stă în casa hatmanului Alexandru Gheorghe Mavrocordat, proprietarul moșiei Hărpășești. La 6 martie 1845, Grigore Muste, fostul posesor al moșiei Hărpășești, fiind obligat prin contract să predea în bună stare acareturile de pe moșie, se învoiește cu Grigore Mavrocordat pentru ca acesta să se ocupe de repararea lor, predându-le proprietarului.
În iarna anului 1852/1853, domnitorul Grigore Alexandru Ghica (1849-1856) a locuit la Conacul Mavrocordat din satul Hărpășești. Fiind bolnav și deznădăjduit din pricina opoziției organizate de marea boierime, el s-a retras acolo pentru a se odihni și a-și îngriji sănătatea. A rămas acolo vreo cinci săptămâni cu familia, primind aici pe miniștrii săi și chiar pe consulii străini. 
Ca urmare a condițiilor economice și sociale, satul Hărpășești cunoaște o dezvoltare aparte la sfârșitul secolului al XVIII-lea și începutul secolului al XIX-lea față de satele vecine, la 15 august 1855 fiind citat în lista târgurilor și târgușoarelor mai însemnate din Ținutul Iași alături de Iași, Târgu Frumos, Poieni, Goești, ca târgușor în Ocolul Cârligătura. 
Fostul conac de la Hărpășești în care au fost adăpostiți și găzduiți miniștri și chiar consuli străini, din care în prezent a rămas doar turnul, a fost probabil construit în a doua jumătate a secolului al XVIII-lea, dacă la 1845 era nevoie, cum s-a arătat, de reparații. 
Tot aici a fost un han care, după spusele oamnilor din sat, ar fi fost locul unde poștalionul care mergea de la Iași la Roman poposea pentru odihna cailor și vizitiului. Acest han era construit din cărămidă cu ziduri groase, având la etaj un superb foișor. Din păcate, această construcție încărcată de istorie a fost demolată de autoritățile comuniste ale comunei prin anul 1975, din ea rămânând doar o pivniță lângă care a fost construit magazinul sătesc.

## Biserica "Sf. Constantin și Elena" din Hărpășești
Biserica "Sf. Împărați Constantin și Elena" din Hărpășești a fost zidită de boierul George Mavrocordat (1802-1858) în anul 1833, în partea de vest a satului, în apropierea conacului boieresc. 
În decursul timpului, biserica a fost reparată de mai multe ori. După câteva reparații sumare în anii 1888 și 1909, în anul 1937 i s-a făcut o reparație la acoperiș, turn și soclul exterior și s-a turnat trotuar, alte mici reparații făcându-se în anul 1980. În vara anului 1997 s-au efectuat lucrări de consolidare ale monumentului istoric, atunci fiind refăcută zidăria și tencuiala exterioară a bisericii.
În pronaosul bisericii se află mormintele ctitorilor acestei biserici: Gheorghe Alexandru și Maria Mavrocordat. Placa acestor morminte este din marmură albă; la partea superioară se află stema Principatelor Române (capul de zimbru și vulturul cu crucea în cioc) și sub ea sunt două inscripții în limba greacă, una datând din anul 1804 și cealaltă din 1848.

## Obiective turistice
- Biserica Sfinții Constantin și Elena din Hărpășești - monument istoric construit în 1833 de familia Mavrocordat

## Legături externe
Materiale media legate de Hărpășești la Wikimedia Commons